# Божидар Чантарски (художник)
Божидар Чантарски е български художник.

## Биография и творчество
Божидар Чантарски е роден на 23 март 1983 г. в град Бургас. През 2005 г. получава бакалавърска степен по специалност изобразителни изкуства към ВТУ „Св. св. Кирил и Методий“, катедра „Графика“ в курса на проф. Мотко Бумов.

### Теми в творчеството
- Човекът, чието лице отразява щрихите на живота.
- Богатата природа на родината, като извор на нестихващо вдъхновение.
- Бита на обикновения и отруден българин.
- Българската възрожденска архитектура.

### Изложби
От 2006 г. участва активно в общи изложби, сред които:
- „Ежегодна изложба на младите бургаски автори“ – 2009, 2010, 2011[1], 2012, 2013, 2014 и 2015 г.
- „Наследство“ – 2015 г., обща изложба в инициативата „Европейска нощ на музеите", май 2015 г.[2]
- „Никулден“ – 2013 и 2014 г.

Самостоятелни изложби:
- Самостоятелна изложба – април 2012, Галерия „Бургас“[3][4]
- „Късчета България“ – самостоятелна изложба – октомври 2016, Галерия-музей „Георги Баев“, Бургас
- „Наследство“ – самостоятелна изложба – май 2017, арт център „Орхидея“, Карлово

Творбите му са притежание на частни колекционери от България, Финландия, Америка, Япония, Русия, Германия, и др. 

## Отличия
- Носител на приза „Пазител на традициите“ в категория „Изобразително изкуство – млади“ от Петите годишни награди на националната инициатива „Пазител на традициите“, организирана от Асоциация за развитие на изкуствата и занаятите -7 (А.Р.И.З. – 7), 2014 г.[6][7]